# Jasiona (powiat krapkowicki)
Jasiona (niem. Jeschona) – wieś w Polsce, położona w województwie opolskim, w powiecie krapkowickim, w gminie Zdzieszowice.

## Nazwa
W okresie hitlerowskiego reżimu w latach 1936–1945 miejscowość nosiła nazwę Eschendorf.

## Historia
W 1910 roku 519 mieszkańców mówiło w języku polskim, natomiast 20 osób posługiwało się jedynie językiem niemieckim. 
W wyborach komunalnych w listopadzie 1919 roku 99 głosów oddano na kandydatów z list polskich, którzy zdobyli łącznie 5 z 9 mandatów.
Podczas trwania III powstania śląskiego, 9 maja 1921 r. Jasiona została zajęta przez bataliony z Podgrupy „Bogdan” i pozostawała w rękach polskich do 21 maja. Wtenczas wieś opanowana została  przez oddziały Freikorps Oberland (korpus ochotniczy utworzony w 1919 r. w Bawarii) pomimo przeprowadzonego kontrataku przez Lotny Oddział Szturmowy Karola Walerusa, i zadania stronie niemieckiej dotkliwych strat. W ramach antypolskich represji miejscowość objęły prześladowania rodzin powstańców i działaczy plebiscytowych. Mieszkańcy Jasionej nie brali udziału w powstaniu po stronie niemieckiej, lecz tylko po stronie polskiej. W walkach o Śląsk brało udział 14 jasiońskich powstańców, z tego jeden Pan Mitulla został zamordowany w folwarku w Strzebniowie przez Selbstschutz Oberschlesien, gdzie zamordowano 7 powstańców oraz 18 osób spośród miejscowej ludności cywilnej. W nocy z 23 na 24 czerwca 1921 r. w Zalesiu niemiecki Selbstschutz uprowadził  gospodarza Kazika z Jasionej, którego podczas transportu bito i katowano. Po zakończeniu III powstania śląskiego większość powstańców z Jasionej wyjechała do polskiej części Górnego Śląska, unikając niemieckiego terroru popowstańczego.
W latach 1954–1972 wieś należała i była siedzibą władz gromady Jasiona.

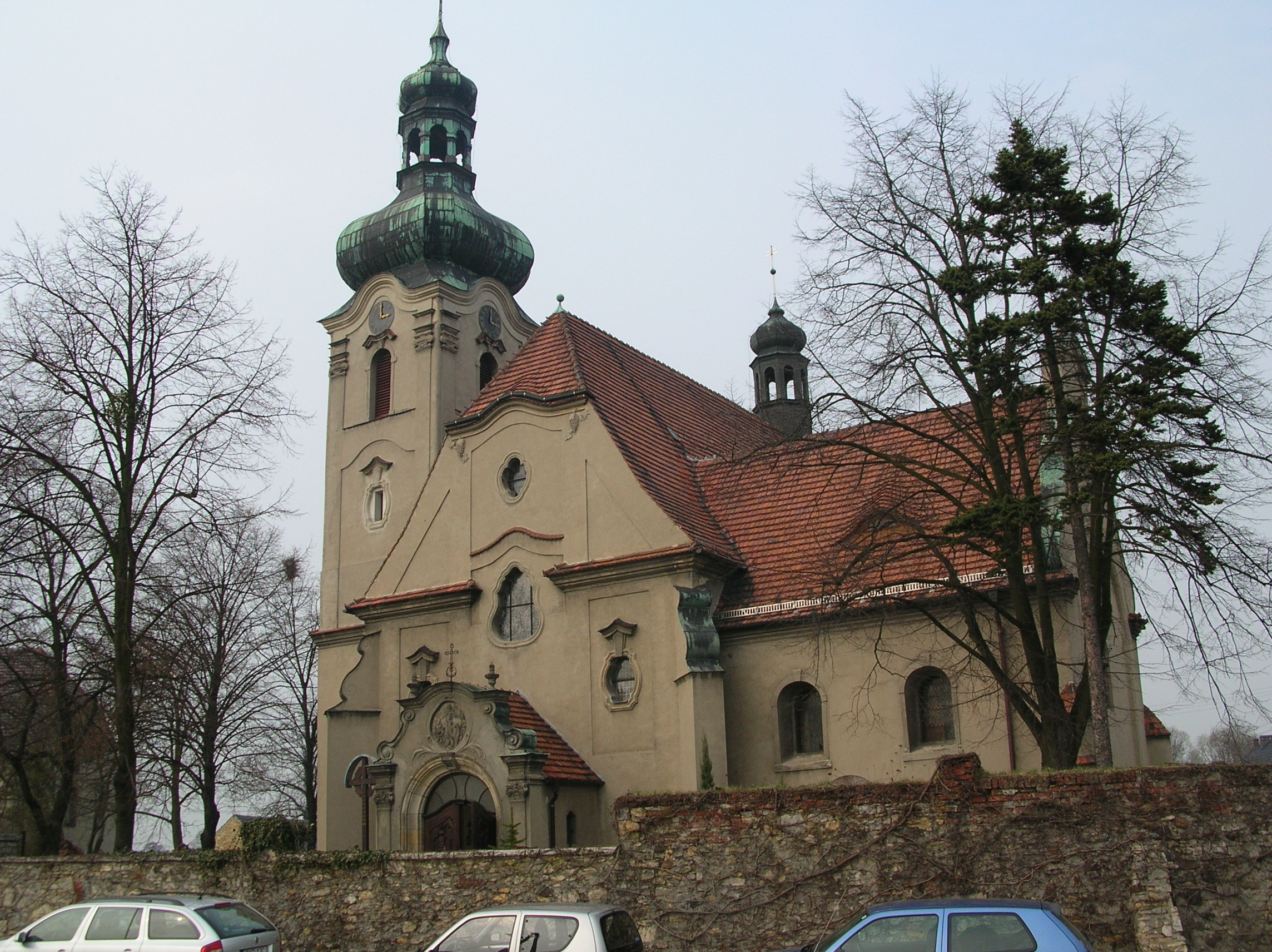
Kościół pw. św. Marii Magdaleny

| SIMC    | Nazwa      | Rodzaj    |
| ------- | ---------- | --------- |
| 0505496 | Dobrzęcice | część wsi |
| 0505504 | Kolonia    | część wsi |
| 0505510 | Obora      | część wsi |

## Zabytki
Do wojewódzkiego rejestru zabytków wpisane są:
- kościół pw. św. Marii Magdaleny, zbudowany w l. 1910-1911, w stylu neobarokowym. Przy budowie świątyni zachowano część poprzedniego gotyckiego kościoła z XIV w., a konkretnie jego dwuprzęsłowe prezbiterium z poł. XIV w., które obecnie stanowi jedną z bocznych kaplic. W jego wnętrzu zachowały się liczne elementy ozdobnej kamieniarki gotyckiej. M. in. sklepienie wspiera się na wspornikach z rzeźbami herm oraz masek ludzkich i zwierzęcych[12]. Wewnątrz dawnego prezbiterium w 1912 r. odsłonięto i zakonserwowano gotyckie polichromie z trzeciej ćwierci[12] XIV wieku, w tym sceny Ukrzyżowania i Sądu Ostatecznego.
- mogiła zbiorowa powstańców śląskich oraz cywilnych ofiar masakry w Strzebniowie[13], na cmentarzu katolickim.

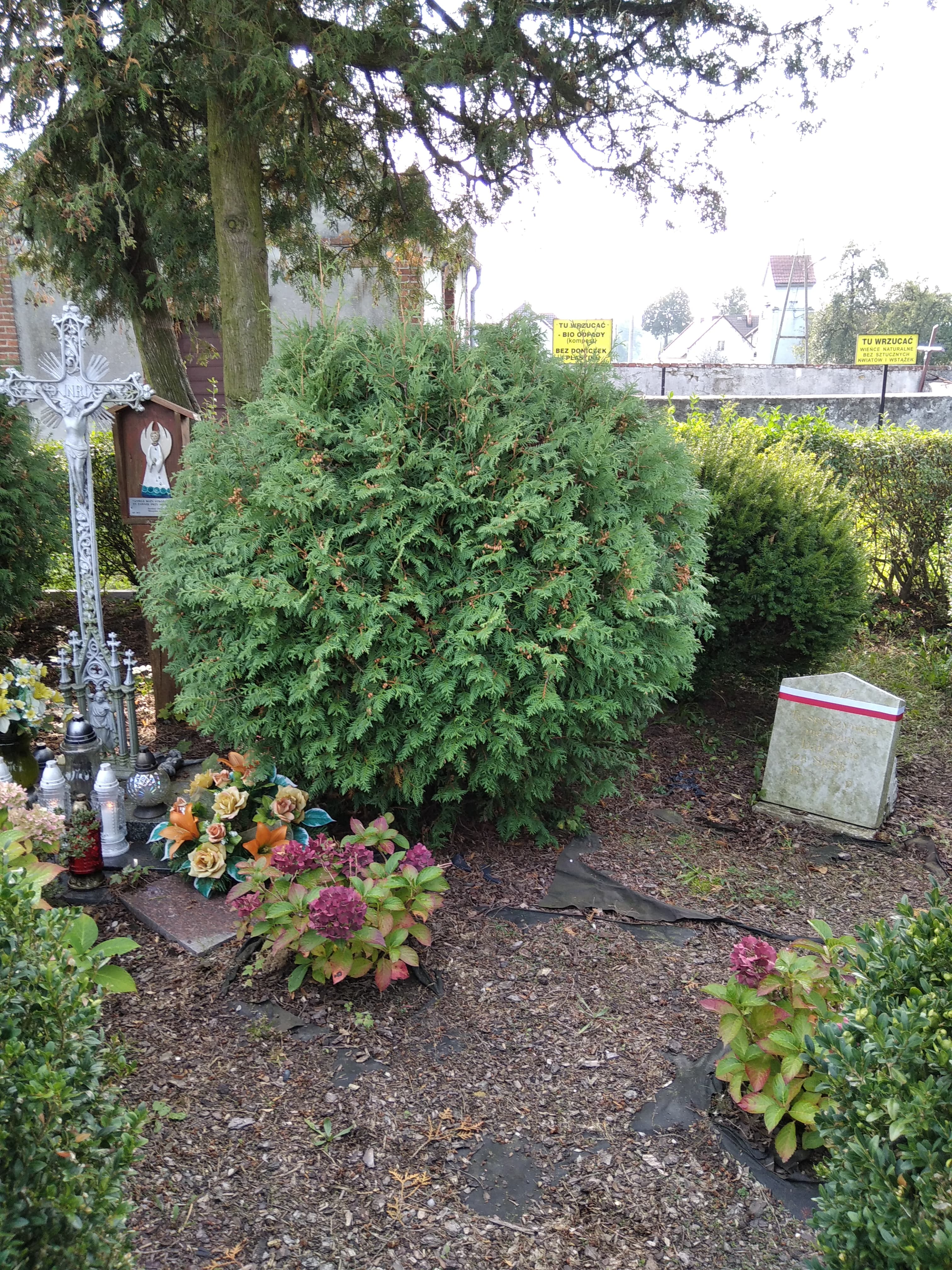
Mogiła zbiorowa powstańców śląskich na cmentarzu w Jasionej